# La Porteuse d'eau (Goya)
La Porteuse d'eau ou Jeune fille à la cruche (espagnol: La Aguadora) est une huile sur toile de Francisco de Goya. Selon le critique d'art Juliet Wilson Bareau, ce tableau et Le Rémouleur ont été peints pour la maison du peintre à Madrid.

## Description
Après sa longue production de cartons pour la fabrique royale de tapisseries où ses peintures pour la cour royale étaient marquées par le style rococo, Goya prit comme sujet des thèmes de la vie quotidienne. Les protagonistes sont des personnages du peuple, souvent associés à une revendication pour leurs droits. Lors de la guerre d’indépendance menée contre la France napoléonienne, les premiers ouvriers apparurent dans les toiles de Goya, dans une atmosphère éloignée des ambiances idylliques de sa jeunesse. Parmi ces œuvres se trouvent Les Jeunes, La Forge et La Porteuse d'eau.
Goya prêta, pendant la guerre d'indépendance espagnole, une attention particulière pour des personnages populaires, dans l'exercice de leur métier. Deux de ses œuvres (la Porteuse d'eau et Le Rémouleur) peuvent également être comprises dans ce contexte. Dans le premier, la porteuse d'eau peut être vue comme portant de l'eau et du vin pour les combattants. Le Rémouleur peut être considéré comme un symbole de la résistance qui se charge de la préparation des couteaux utilisés par la guérilla contre les troupes de Napoléon. Le point de vue adopté par Goya est similaire à celui de ses représentations religieuses, avec une idéalisation des personnages, un aspect monumental et des effets de lumière qui les mettent en valeur.
Le tableau montre une simple fille de Saragosse. Elle porte une jupe marron usée et un châle blanc couvrant les épaules. Sa taille est enveloppée dans une large ceinture de tissu jaune sur laquelle est appuyée une lourde cruche pleine d’eau qu'elle porte avec son bras droit. Elle tient dans sa main gauche un panier avec des gobelets en étain. L’accent est mis sur la force de la jeune fille plus que sur sa beauté. Elle est représentée en contre-plongée, son attitude est combative, bien campée sur ses deux jambes écartées regardant le spectateur, fière. Il émane de la toile son énergie et sa jeunesse.
Le personnage a été peint simplement, brut à l'aide des coups de pinceau rapides et d’une peinture épaisse. Le soleil souligne les couleurs vives.
Le tableau fait partie de l’inventaire des biens de Goya de 1812,. Avant de rejoindre le musée des Beaux-Arts de Budapest, il faisait partie des collections de la famille Kaunitz à Vienne, en provenance de la collection d'Esterhazy.

## Sources
- Kazimierz Zawanowski, Francisco Goya y Lucientes, Varsovie, Arkady (W kręgu sztuki), 1975, 42 p.
- Robert Hughes, Goya. Artysta i jego czas, Varsovie, WAB, 2006 (ISBN 83-7414-248-0, OCLC 569990350), p. 248, et 76
- Francisco Goya, Poznań, Oxford Educational, 2006 (ISBN 83-7425-497-1)
- María Jesús Díaz (red.), Goya, Madrid, Susaeta Ediciones, 2010 (ISBN 978-84-9928-021-9), p. 191
- Clara Janés, Los genios de la pintura española: Goya, Madrid, SARPE, 1983 (ISBN 84-7700-100-6), p. 93